# توماس سادلر (الموحدين )
توماس سادلر(1822-1891) كان وزيرًا موحداً وكاتبًا إنجليزيًا.

## حياته
كان ابن توماس سادلر، الوزير الموحد لهورشام في ساسكس، وولد هناك في 5 يوليو 1822. تلقى تعليمه في جامعة كوليج، لندن، ودرس لبضعة أشهر في بون، وانتقل إلى جامعة إرلانجن، وتخرج  منها بدرجة الدكتوراه.  في عام 1844. التحق بوزارة  الموحدين في هاكني، لكنه هاجر في عام 1846 ليصبح وزيرًا في روسلين هيل تشابل في هامبستيد، لندن، حيث مكث فيها  لمدة 45 عامًا من حياته.
من خلال جهود سادلر، تم افتتاح كنيسة جديدة في روسلين هيل في 5 يونيو 1862.توفي في روسلين مانسي في 11 سبتمبر 1891، ودفن في 16 في مقبرة هايغيت.في وقت وفاته كان كبير أمناء مكتبة الدكتور ويليامز، وزائر كلية مانشستر الجديدة.

## أعماله
في عام 1859 نشر سادلر غلوريا باتري: عقيدة الكتاب مرحبا للاب والابن والروح القدس، حيث دافع عن موقف الموحدين ضد الآراء التي عبر عنها إدوارد هنري بيكرستث في صخرة العصور.  دعا جيمس مارتينو في  الخطاب الافتتاحي لمصلى روسلين هيل الجديد؛  تمت طباعته، مع خطبة سادلر في إغلاق الكنيسة القديمة، وملحق عن الوزراء السابقين في هامبستيد.
كان سادلر مهتمًا بشكل خاص بتاريخ الكنيسة المشيخية الإنجليزية القديمة.  أدت أذواقه إلى إصدار لجنة، في عام 1867، لتحرير مذكرات هنري كراب روبنسون.  ظهر العمل في عام 1869، وذهب إلى الطبعة الثالثة في عام 1872 ؛  ولكن تم استخدام جزء صغير فقط من أوراق Crabb Robinson.  مع بعض الأعمال التعبدية، كان سادلر أيضًا مؤلفًا لإدوين دبليو فيلد: رسم تذكاري، 1872 ؛ رجل العلم وتلميذ المسيح، خطاب جنازة لوليام بنجامين كاربنتر، 1885 ؛  وصلاة من أجل العبادة المسيحية، 1886.

## عائلتة
تزوج سادلر، في عام 1849، ماري، ابنة تشارمسألة.جيت، لكنه لم يترك أي مسألة.

## الملاحظات
1. ↑    - Sadler, T. (1872). Edwin Wilkins Field: A Memorial Sketch. London: MacMillan. ISBN:9780554550930. مؤرشف من الأصل في 2021-08-11. (كتب جوجل)
2. 1 2   Lee، Sidney، المحرر (1897). "Sadler, Thomas (1822-1891)" . قاموس السير الوطنية. London: Smith, Elder & Co. ج. 50.

Attribution
 This article incorporates text from a publication now in the ملكية عامة: Lee، Sidney، المحرر (1897). "Sadler, Thomas (1822-1891)" . قاموس السير الوطنية. London: Smith, Elder & Co. ج. 50. {{استشهاد بموسوعة}}: الوسيط |ref=harv غير صالح (مساعدة) 